# Ismaïl Sidqi Pacha
 (mai 2018).
Si vous disposez d'ouvrages ou d'articles de référence ou si vous connaissez des sites web de qualité traitant du thème abordé ici, merci de compléter l'article en donnant les références utiles à sa vérifiabilité et en les liant à la section « Notes et références ».
Ismaïl Sidqi Pacha (arabe : إسماعيل صدقي), né le 15 juin 1875 à Alexandrie et mort le 9 juillet 1950, est un homme politique égyptien. Il est premier ministre d'Égypte à deux reprises de 1930 à 1933 et en 1946.

## Biographie
Après des études au Collège des Frères du Caire dans le quartier de Bab El Louk au Caire et à l'école de droit Khedivial il travaille au bureau du procureur général. En 1899 il est secrétaire administratif au conseil municipal d'Alexandrie. En 1914 il est nommé ministre de l'agriculture puis ministre des Waqf. En 1915 il adhère au Parti Wafd qu'il quitte après la première guerre mondiale. En 1922 il est nommé ministre des finances puis ministre de l'intérieur en 1922 et en 1924-1925. Il assiste à ce titre à l'ouverture de la première université hébraïque à Jérusalem. Il se retire de la politique pendant cinq années. 
En 1930, il revient en politique et entre au Parti du Peuple. Il est nommé premier ministre le 20 juin 1930 et reste à ce poste jusqu'au 22 septembre 1933. Il aura préparé la nouvelle constitution promulguée par le roi en 1930. Il fait partie de la délégation qui négocie et signe en 1936 le Traité anglo-égyptien de 1936. De 1938 à 1946, il se retire de nouveau de la politique. Il est de nouveau premier ministre en février 1946 mais, échouant à réaliser l'unité politique entre Égypte et Soudan, il démissionne le 8 décembre 1946.

## Source
- (en) Cet article est partiellement ou en totalité issu de l’article de Wikipédia en anglais intitulé « Isma'il Sidqi » (voir la liste des auteurs).